# وهیو پراستیو
وهیو پراستیو (انگلیسی: Wahyu Prasetyo؛ زادهٔ ۲۱ مارس ۱۹۹۸) بازیکن فوتبال است.
وی همچنین در تیم ملی فوتبال اندونزی بازی کرده‌است.